# Episodi speciali di The Thick of It
Gli episodi speciali della serie televisiva The Thick of It sono stati trasmessi su BBC Four dal 2 gennaio al 3 luglio 2007, al di fuori della normale programmazione della serie, e si collocano tra la seconda e la terza stagione.
In Italia, sono stati pubblicati, sottotitolati, dalla piattaforma online gratuita VVVVID il 6 dicembre 2016.
| nº | Titolo originale                     | Titolo italiano | Trasmissione UK | Trasmissione Italia |
| -- | ------------------------------------ | --------------- | --------------- | ------------------- |
| 1  | Special One: The Rise of the Nutters | Episodio 01     | 2 gennaio 2007  | 6 dicembre 2016     |
| 2  | Special Two: Spinners and Losers     | Episodio 02     | 3 luglio 2007   | 6 dicembre 2016     |

## Episodio 01
- Titolo originale: Special One: The Rise of the Nutters
- Diretto da: Armando Iannucci
- Scritto da: Simon Blackwell, Tony Roche, Jesse Armstrong e Armando Iannucci

## Episodio 02
- Titolo originale: Special Two: Spinners and Losers
- Diretto da: Armando Iannucci
- Scritto da: Simon Blackwell, Tony Roche, Jesse Armstrong e Armando Iannucci